# Egmondshuis
Het Egmondshuis was een van oorsprong middeleeuwse stins aan de Dijkstraat in de Friese stad Franeker. Tussen 1500 en 1504 was het Egmondshuis de zetel van het Hof van Friesland. Het huis bevond zich naast het Dekemahuis. Het westelijke deel van het pand werd in 1684 afgebroken. Het restant verdween in 1833.

## Beschrijving
Het Egmondshuis was blijkens kaarten van Franeker van onder meer Pieter Bast uit 1598 een hoekhuis met een hof dat strekte tot het zuiderbolwerk. Het huis kende een lager dwarshuis met een poort naar het hof.
In de binnenstad van Franeker stonden naast het Egmondshuis zeven andere stinzen die samen een zekere "stinzenzwerm" vormden. Daar de familie Sjaerda/Sjaerdema de gehele stad onder haar controle had, werden deze stinzen gesticht door erfgenamen van deze familie. Het Egmondshuis was oorspronkelijk in het bezit van Hessel van Martena. Het gebouw fungeerde vanaf 1500 als zetel van het Hof van Friesland. In 1502 werd het Hof deels naar Harlingen verplaatst om in 1504 volledig naar Leeuwarden te verhuizen. In het in 1684 afgebroken westelijke deel van het Egmondshuis waren dan ook de wapens van de elf steden en dertig grietenijen aangebracht. Verder kende de voorgevel een aantal spreuken en symbolen die verwezen naar de rechtspraak. In 1877 was nog een poortje aanwezig uit de 17e eeuw met de opschriften "Ou bien on rien" (Alles of niets) en "Sola bona quae honesta" (Eerlijkheid boven alles). Deze opschriften worden reeds beschreven door Balthasar Bekker die tegenover het Egmondshuis woonde toen deze spreuken aangebracht werden.
Het huis zou zijn naam te danken hebben aan jonker Antony van Egmond van Merenstein.  Hij was getrouwd met Margaretha van Bünau. Zij was een dochter van Rudolf van Bünau, eigenaar van de Ockingastins, en Cunera van Martena, dochter van Hessel van Martena. Antony's broer Jan was getrouwd met Amelia van Grombach, eveneens een kleindochter van Hessel van Martena. Jans zoon Frederik van Egmond van Merenstein was getrouwd met Hectoria van Hoxwier. Zij was een dochter van Hector van Hoxwier, een eerdere eigenaar van de Ockingastins. Jans dochter, Anna van Egmond van Merenstein, procedeerde namens de begunstigden van de Sjaerdemaprebende.
Het huis werd in de 17e eeuw bewoond door Paulus van Ghemmenich en later door zijn zoon Jacob van Ghemmenich. Deze familie Van Ghemmenich was vermoedelijk afkomstig uit de plaats Gemmenich niet ver van het Drielandenpunt. Deze familie wist een aanzienlijke positie te verwerven binnen het stadsbestuur. In 1630 kwam de familie echter in opspraak door verduistering via een proveniershuis aan de Schilcampen dat door de familie zelf gesticht was in 1603. Ene Wilhelm Henrix van Ghemmenich kwam voor als accijnsmeester en was tevens organist in de kerk van Franeker. Zijn zoon Paulus woonde in 1599 naast de waag van Franeker, hij was secretaris en notaris en tevens weesvoogd van het Klaarkampster Weeshuis. Zijn ene dochter Elisabeth trouwde met Wybe Pybenga, burgemeester van Franeker. Zijn andere dochter Anna trouwde met Gerbrant Hottinga wiens familie het Hottingahuis bewoonde. Zijn ene zoon Cornelis kwam eveneens voor als burgemeester van Franeker in 1652, 1653 en 1658. Zijn andere zoon Jacob van Ghemmenich trouwde met Catharina van Kingma, afkomstig van de Kingma State te Zweins. 
In 1645 was er sprake van een proces tussen de magistraat van Franeker en deze Jacob van Ghemmenich. Inzet was het verlengen van de gracht vanaf de Godsacker door de boomgaard die bij het Egmondshuis hoorde. Naast het Egmondshuis bevond zich een lijnbaan, welke hem aangeboden werd ter compensatie. Echter sleepte het proces in 1659 nog voort toen Van Ghemmenich verklaarde de lijnbaan weer af te hebben moeten staan aan Julius van Dekema van het naastgelegen Dekemahuis. Omwille van financieel wanbeleid werd Jacob in 1656 van zijn ambt van secretaris ontheven.
In 1693 was het pand in het bezit van Sufridus Westra, oud-burgemeester van Franeker. In 1721 was de eigenaar Willem Aukes Nauta, tevens burgemeester van deze stad. Zijn zoon Rudolf Nauta, advocaat aan het Hof van Friesland, kwam voor als eigenaar in 1781. In 1833 werd het resterende oostelijke deel van het Egmondshuis afgebroken al bleef enig muurwerk behouden. In 1845 wordt ter plaatse een nieuwe wagenmakerij gebouwd. Het voormalige hof van het Egmondshuis werd in de 19e eeuw in verschillende delen verkocht. Het noordelijke deel werd in 1910 aangekocht door de Hervormde Evangelisatie vereniging Bethel. In 1924 werd het verenigingsgebouw verbouwd tot kerk. De vereniging zou zich in 1976 weer aansluiten bij de hervormde gemeente. Op de hoek van de Dijkstraat en de Lijnbaanstraat staat tegenwoordig een pand uit 1900 waar in 1915 een vestiging van een bank opende.

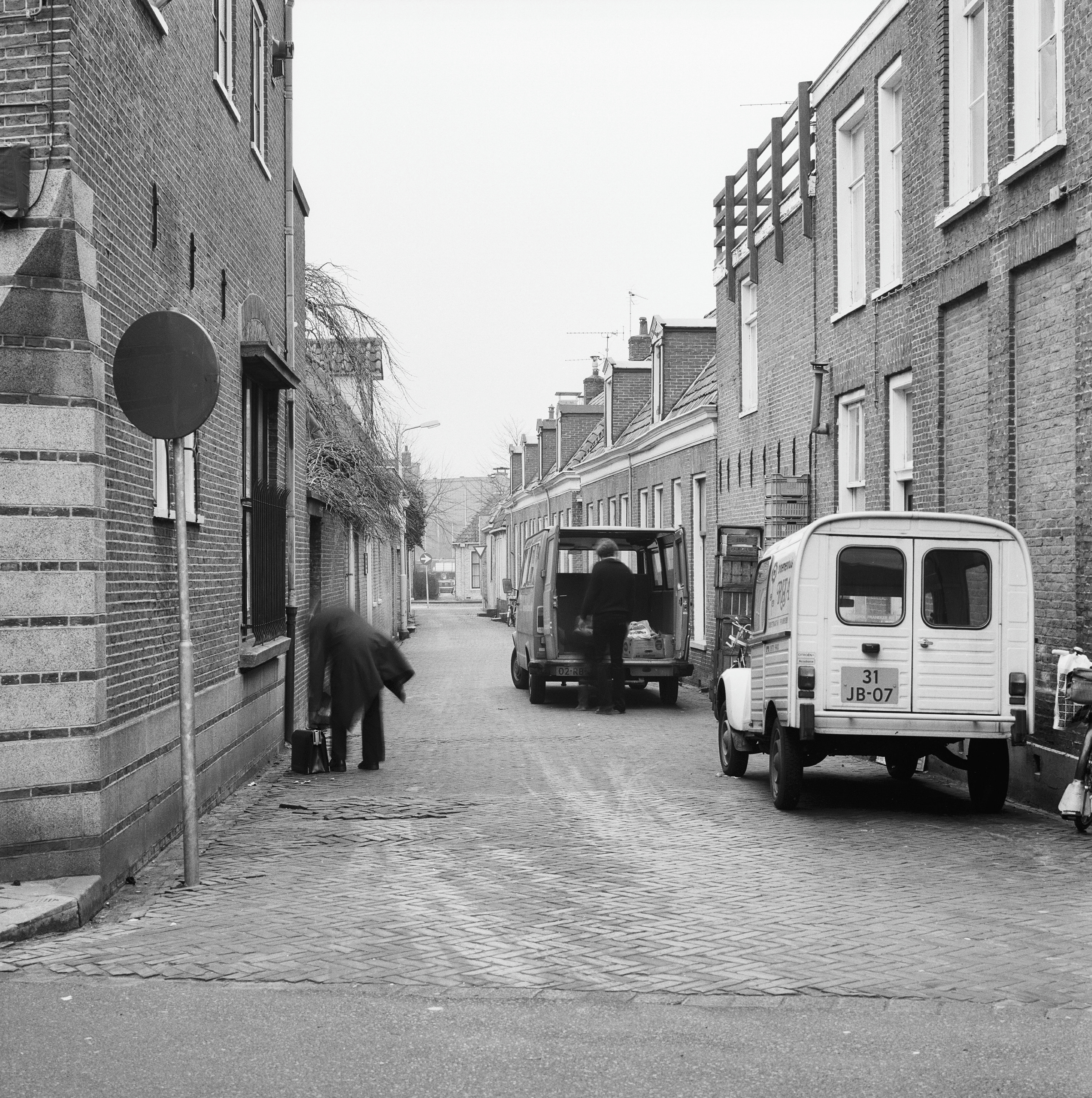
De Lijnbaanstraat in 1980 met links in beeld het huidige pand uit 1900.

Groot Botnia ·
Klein Botnia ·
Oud Botnia ·
Camminghahuis (of: Sjaerdemahuis) · 
Dekemahuis ·
Egmondshuis ·
Hottingahuis ·
Martenastins ·
Ockingastins ·
Sjaerdemaslot